# ジョアキン・クルス
ジョアキン・カルヴァーリョ・クルス（ Joaquim Carvalho Cruz 、1963年3月12日 - ）は、ブラジルの陸上競技選手。1984年ロサンゼルスオリンピック男子800mでは、世界記録保持者であるイギリスのセバスチャン・コーを下し、1分43秒00のオリンピック新記録で金メダルを獲得した。

## 経歴
13歳から競技をはじめたクルスはすぐにその才能を発揮する。15歳のときの800mのベストは1分51秒であり、1981年には世界ジュニア新記録となる1分44秒3を樹立している。
1984年ロサンゼルスオリンピックの直後にクルスは、1分41秒77というタイムを出す。この記録は、ブラジル新記録であり、世界記録に100分の4秒と迫る世界歴代2位（当時）の好タイムであった。この記録は40年以上経過した2024年9月現在でも世界歴代10位である。
また1984年に、1000mで2分14秒09の記録を出している。この記録は現在でも南米記録である。
1988年のソウルオリンピックでも銀メダルを獲得している。しかし、その後はアキレス腱を痛め、かつてのような活躍をすることができなくなった。

## 主な実績
| 年   | 大会           | 場所                       | 種目 | 結果 | 記録    |
| ---- | -------------- | -------------------------- | ---- | ---- | ------- |
| 1983 | 世界陸上選手権 | ヘルシンキ（フィンランド） | 800m | 銅   | 1.44.27 |
| 1984 | オリンピック   | ロサンゼルス（アメリカ）   | 800m | 金   | 1.43.00 |
| 1988 | オリンピック   | ソウル（韓国）             | 800m | 銀   | 1.43.90 |